# International Harvester Scout
Der International Harvester Scout war ein Geländewagen von International Harvester.

## Beschreibung
Das Modell wurde in verschiedenen Varianten von 1961 bis 1980 hergestellt. Die Achsen stammten von Dana Spicer.
Die erste Serie Scout 80 gab es von 1960 bis 1965, sie hatte ausschließlich Vierzylindermotoren.
1965 folgte der Scout 800 mit einer überarbeiteten Karosserie. Ab Modelljahr 1966 waren V8-Motoren erhältlich. Von 1969 bis 1970 gab es den Scout 800 A und 1971 den Scout 800 B. Ab Modelljahr 1972 stand nur der Scout II im Sortiment.
Auf Basis des Scout wurden von Automobile Monteverdi die beiden Modelle Safari und Sahara hergestellt.

## Scout 2026
International Harvester trennte sich 1984 von seiner Landwirtschaftssparte, benannte sich in Navistar um und wurde im Juli 2021 von der Volkswagen-Nutzfahrzeugtochter Traton übernommen. Im Mai 2022 kündigte VW an, unter dem Traditionsnamen Scout eine neue Fahrzeugmarke zu erschaffen, die ab 2026 je einen elektrischen Pickup und Geländewagen produzieren soll.

## Bilder

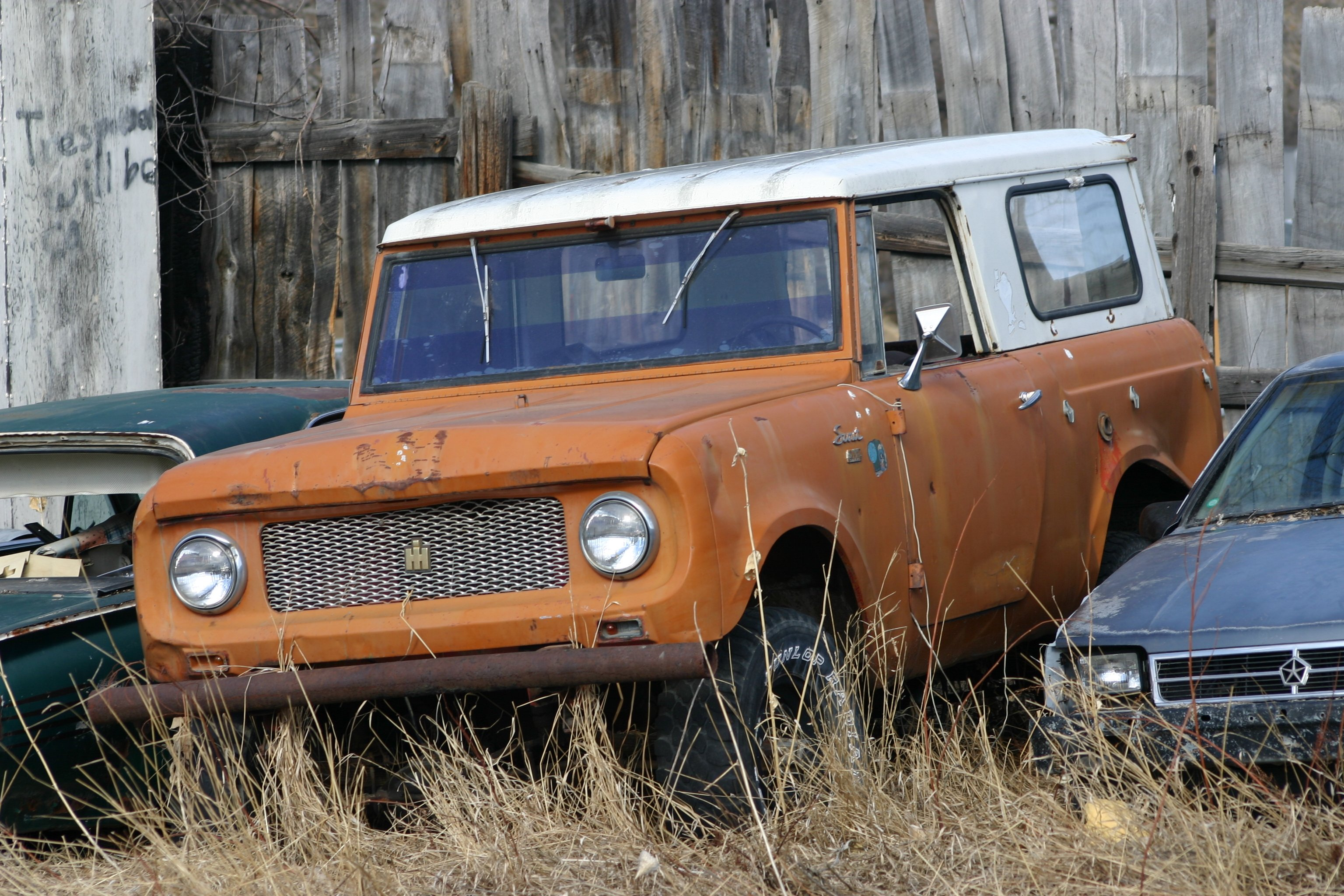
International Harvester Scout 80
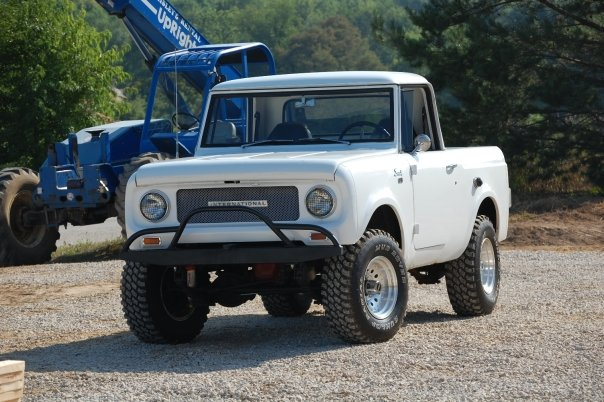
International Harvester Scout 800
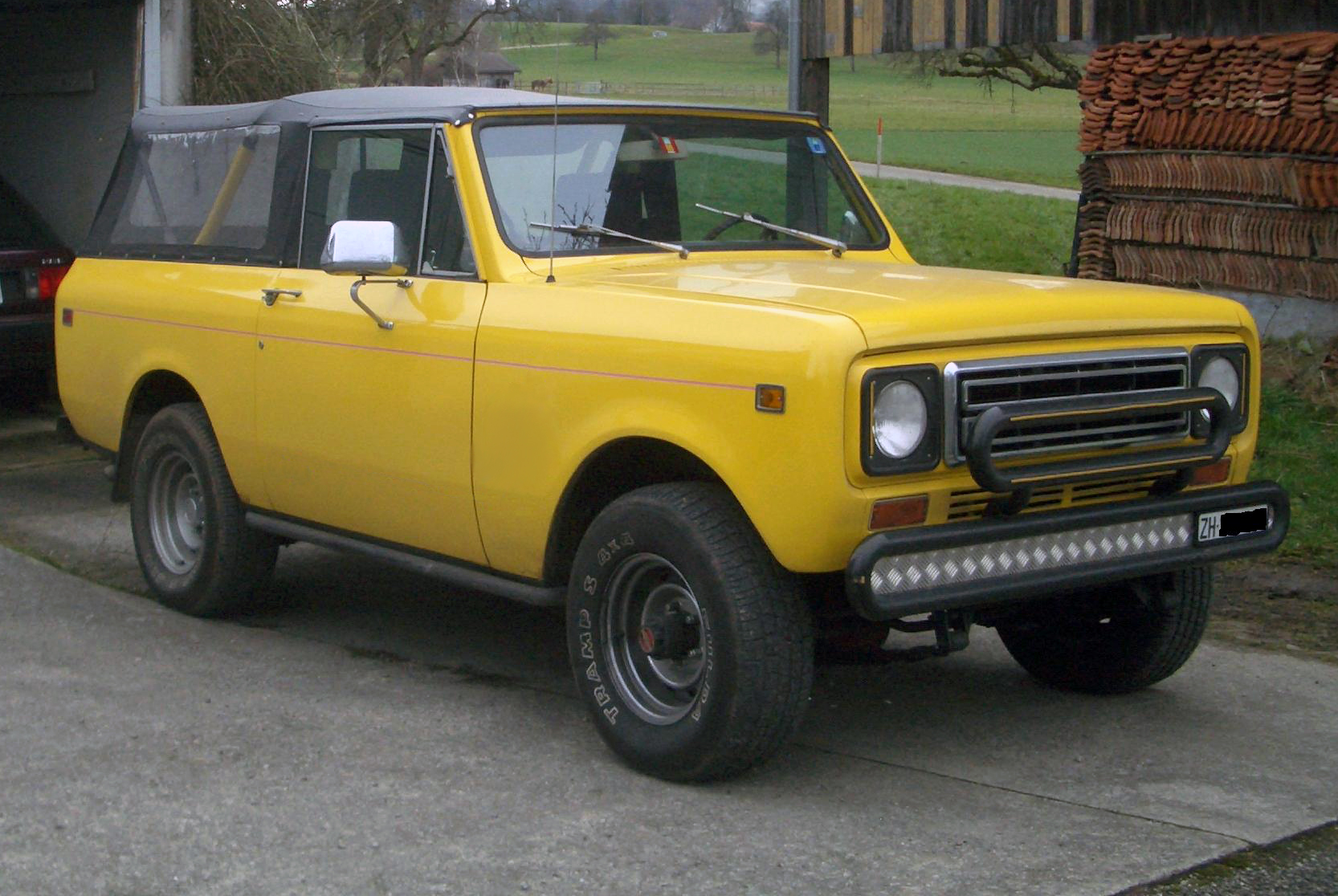
International Harvester Scout II